# Neaua
Neaua (veraltet Havad; ungarisch Havad) ist eine Gemeinde im Kreis Mureș in der Region Siebenbürgen in Rumänien.

## Geographische Lage

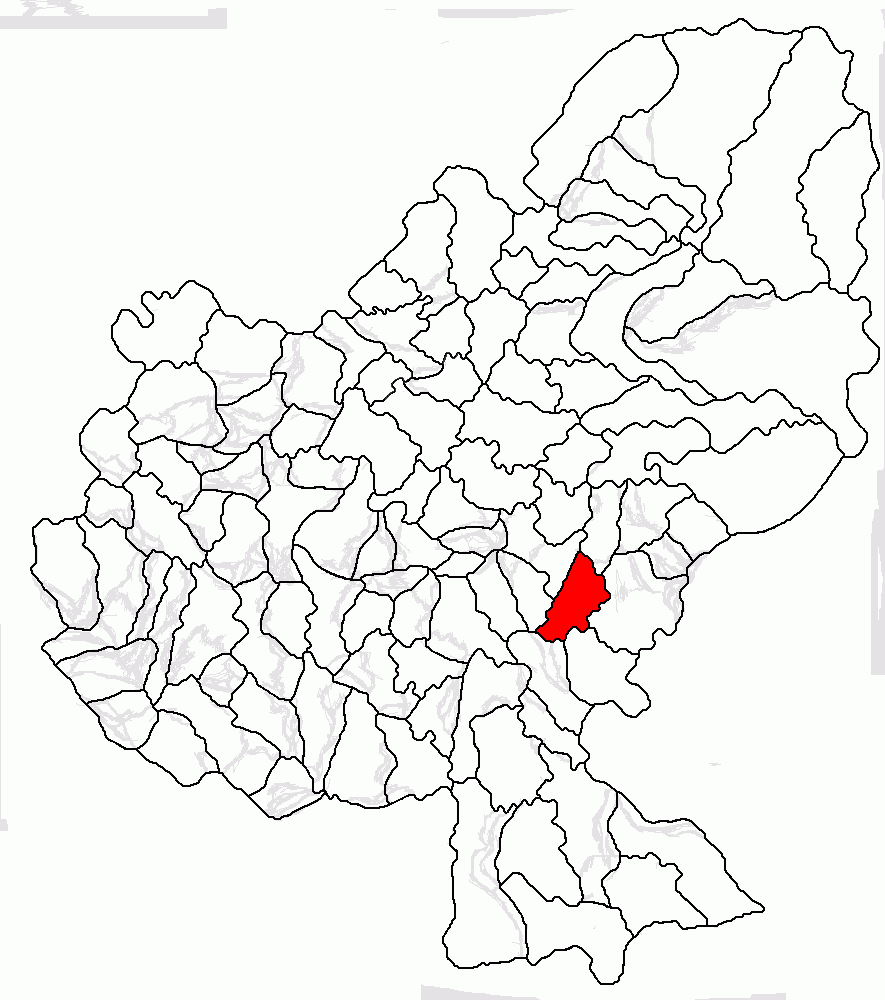
Lage der Gemeinde Neaua im Kreis Mureș

Die Gemeinde Neaua liegt im Siebenbürgischen Becken nördlich des Kokel-Hochlands (Podișul Târnavelor). Am Bach Ghegheș, ein Zufluss der Târnava Mică (Kleine Kokel), und der Kreisstraße (Drum județean) DJ 135A befindet sich der Ort Neaua neun Kilometer nördlich von der Kleinstadt Sângeorgiu de Pădure (Sankt Georgen auf der Heide) und 37 Kilometer südöstlich von der Kreishauptstadt Târgu Mureș (Neumarkt am Mieresch) entfernt.

## Geschichte
Der Ort Neaua, ein Szeklerdorf, wurde 1569 erstmals urkundlich erwähnt.
Eine Besiedlung auf dem Gemeindegebiet wird im eingemeindeten Dorf Rigmani (ungarisch Rigmány), auf dem von den Einheimischen genannten Areal Culmea stejarului der Jungsteinzeit und bei Coasta trocilor (Tekenösoldal), der Hallstattzeit zugeordnet.
Im eingemeindeten Dorf Ghinești (Gegesch) wurden mehrere archäologische Objekte gefunden, der Jungsteinzeit und der Spätbronzezeit zugeordnet.
Zur Zeit des Königreichs Ungarn gehörte die heutige Gemeinde zum Teil dem Stuhlbezirk Régen alsó („Unter-Regen“) und zum Teil dem Stuhlbezirk Nyáradszereda in der Gespanschaft Maros-Torda anschließend dem historischen Kreis Mureș und ab 1950 dem heutigen Kreis Mureș an.
Die Geschwister Olga (1921–2006), Schriftstellerin und Ethnographin, und Ödön Nagy (1914–1995), Geistlicher und Ethnograph, haben zahlreiche Überlieferungen der Dorfbevölkerung und deren Volksbräuche und Dorftraditionen im Zusammenhang mit kirchlichen Feiertagen festgehalten.

## Bevölkerung
Die Bevölkerung der heutigen Gemeinde Neaua entwickelte sich wie folgt:
| 1850 | 1.927 | 58 | 1.827 | - | 24  |
| 1941 | 2.653 | 2  | 2.630 | 2 | 19  |
| 1992 | 1.632 | 5  | 1.582 | 1 | 44  |
| 2002 | 1.544 | 6  | 1.430 | 1 | 107 |
| 2011 | 1.369 | 4  | 1.224 | 2 | 139 |
| 2021 | 1.231 | 3  | 969   | - | 259 |

Seit 1850 wurde auf dem Gebiet der heutigen Gemeinde die höchste Einwohnerzahl 1941 ermittelt. Die höchste Anzahl der Magyaren wurde 1941, die der Roma (208) 2021, der Rumänen 1850 und die der Rumäniendeutschen (7) wurde 1910 registriert.
Die Hauptbeschäftigung der Bevölkerung ist die Landwirtschaft, der Obstbau und die Viehzucht.

## Sehenswürdigkeiten
- Im eingemeindeten Dorf Rigmani (veraltet Răgmani oder Râgmani) die reformierte Kirche und der Holzglockenturm beide 1667 errichtet, die Kirche 1880 erneuert, stehen unter Denkmalschutz.[9]
- Die reformierte Kirchen, im Gemeindezentrum etwa Ende des 18. Jahrhunderts errichtet,[10] im eingemeindeten Dorf Ghinești Anfang des 19. Jahrhunderts errichtet,[11] in Sânsimion (ungarisch Nyárádszentsimon) im 13. Jahrhundert errichtet[12] und die in Vădaș (ungarisch Vadasd) Ende des 19. Jahrhunderts errichtet.[13]

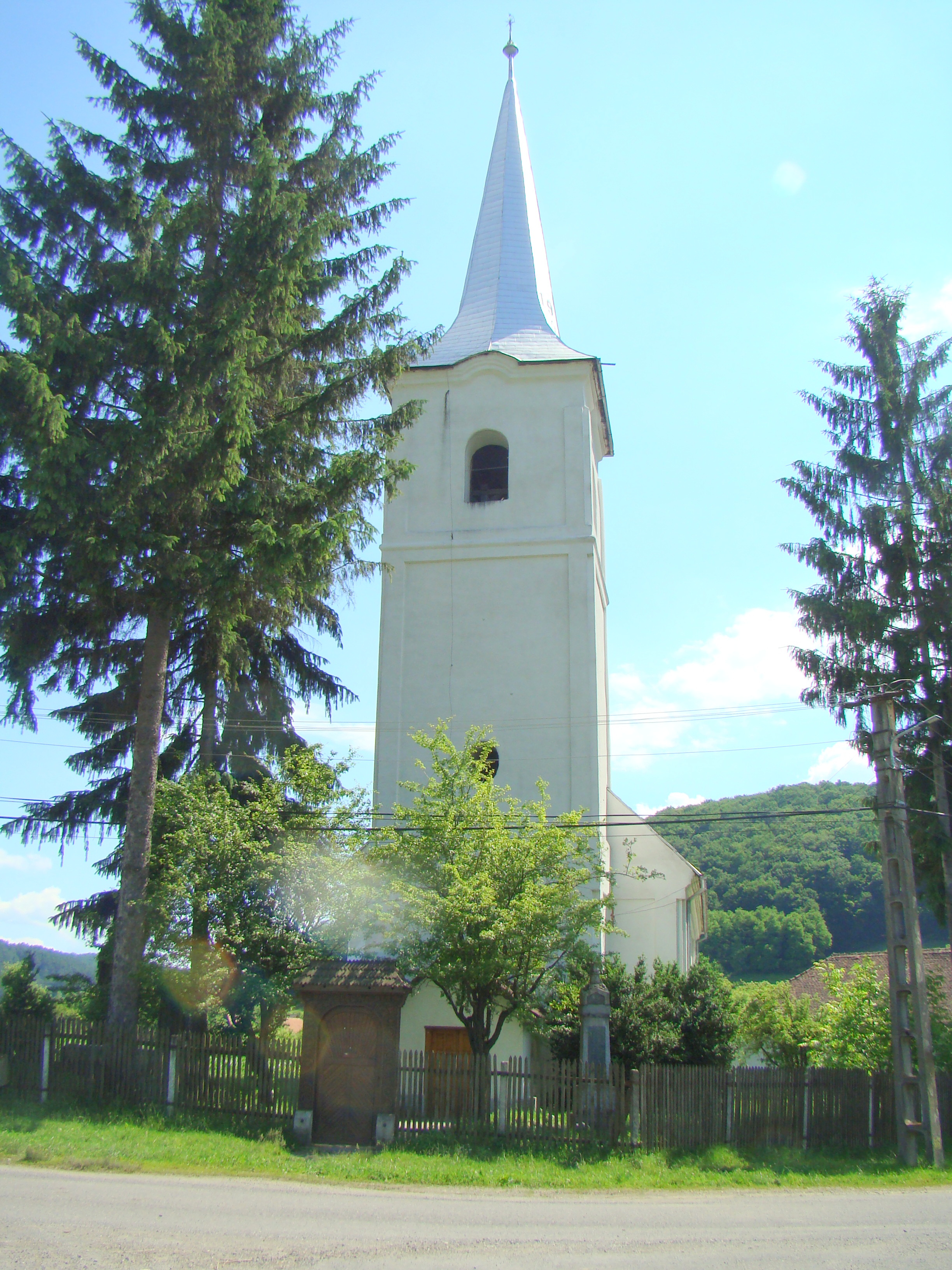
Kirche in Neaua
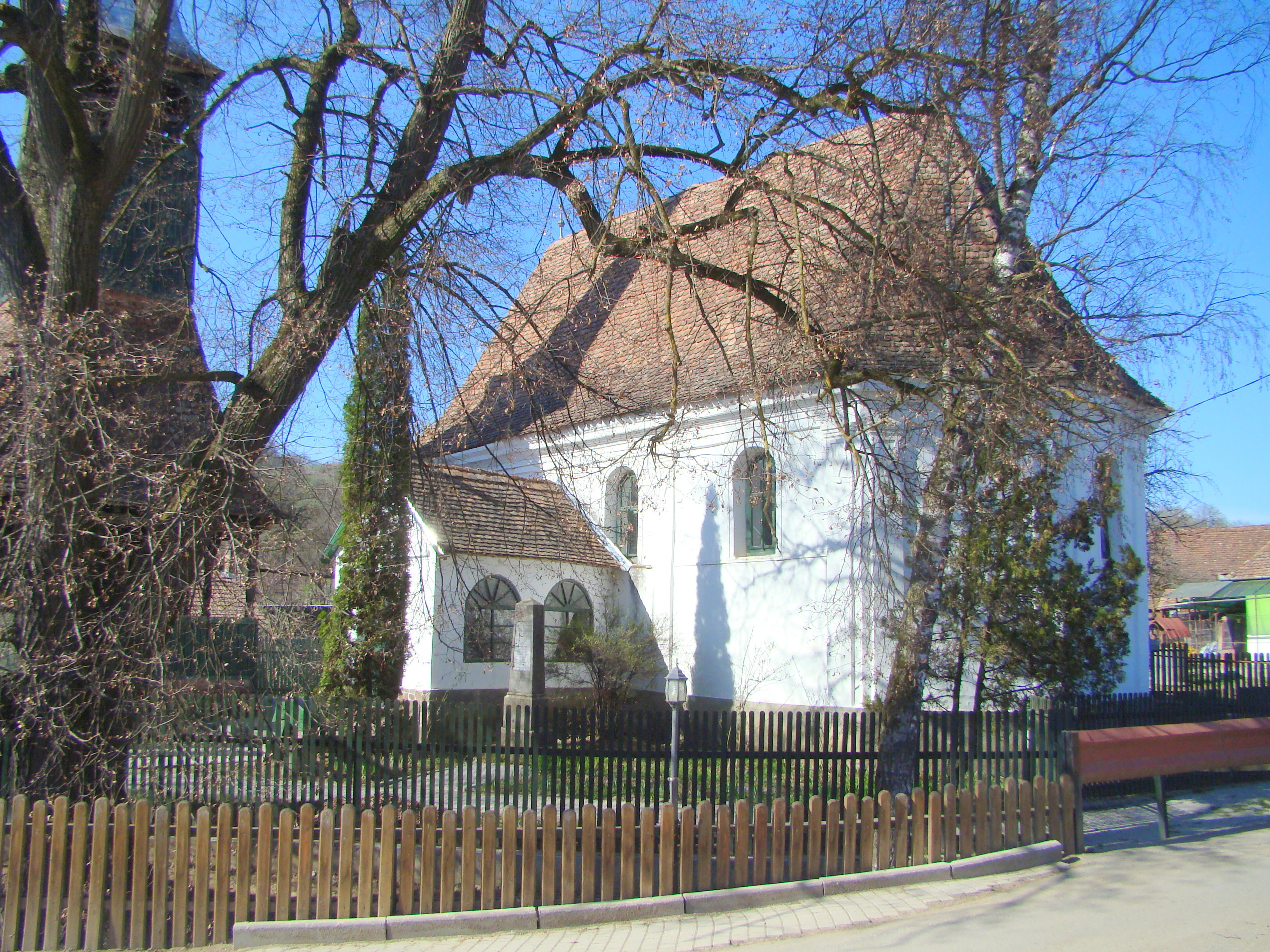
Kirche in Rigmani
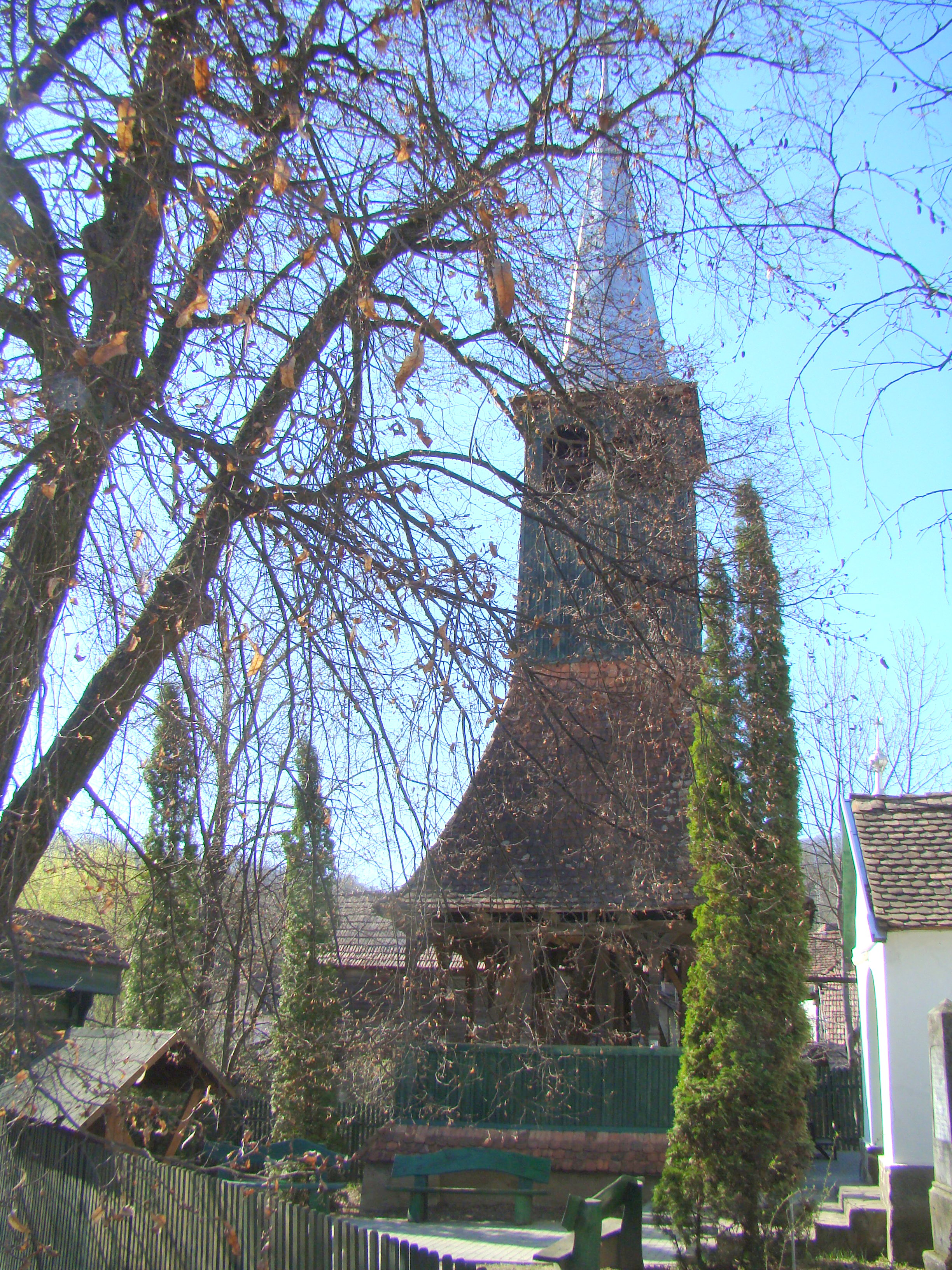
Holzglockenturm in Rigmani
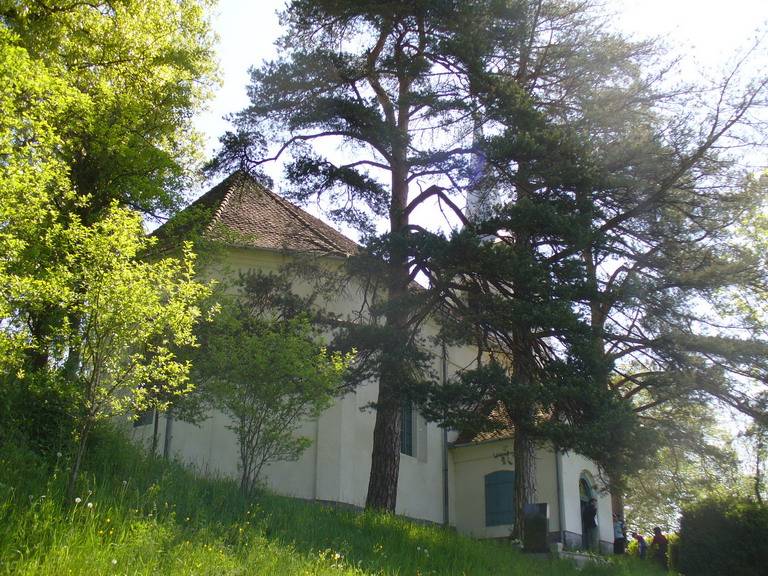
Kirche in Vădaș